# Thracia conradi
Thracia conradi is een tweekleppigensoort uit de familie van de Thraciidae. De wetenschappelijke naam van de soort is voor het eerst geldig gepubliceerd in 1839 door Couthouy.